# Округ Запата (Тексас)
Округ Запата (енгл. Zapata County) је округ у америчкој савезној држави Тексас. По попису из 2010. године број становника је 14.018.

## Демографија
Према попису становништва из 2010. у округу је живело 14.018 становника, што је 1.836 (15,1%) становника више него 2000. године.
| Група             | 2000.          | 2010.          |
| Белци             | 1.771 (14,5%)  | 861 (6,1%)     |
| Афроамериканци    | 50 (0,4%)      | 19 (0,1%)      |
| Азијати           | 23 (0,2%)      | 32 (0,2%)      |
| Хиспаноамериканци | 10.328 (84,8%) | 13.084 (93,3%) |
| Укупно            | 12.182         | 14.018         |